# Оштећење слуха
Оштећење слуха или наглувост и глувоћа је патолошки процес који се може одвијати на спољашњем, средњем, унутрашњем уву, слушном нерву, можданим путевима и можданим центрима.

## Општи појмови
Диплакузија

Диплакузија је поремећај слуха који се карактерише различитим осећајем висине звука између ушију. Објашњава се повећањем напетости базиларне мембране и другачијом подешеношћу механичких одлика чула.
Одлика болести је флуктуација (варирање) слуха, пре свега узрокована порастом притиска у скали медији и скали вестибули, деловима унутрашњег ува, што мења ефикасност ширења звучног таласа и надражај чулних ћелија. Флуктуације слуха различите су код истог болесника, зависно о степену повишења притиска у пужу. Како болест напредује, трајно оштећење слуха све је веће, флуктуације мање, а током година болест поприма „зрели” облик, са устаљеним, лошим слухом и у правилу све мањим сметњама равнотеже.
Дисхармонична диплакузија

Дисхармонична диплакузија је појава да особа не чује исти тон једнако на оба ува. 
Ехо диплакузија

Овај термин користи се за означавање појаве да се исти тон на једном уву чује пре, а на другом касније. 
Аутофонија
Одзвањање сопственог гласа у уву носи назив аутофонија.

## Класификација најчешћих оштећења слуха у складу са МКБ10
- Х90.0 — Спроводна обострана глувоћа
- Х90.1 — Спроводна једнострана глувоћа
- Х90.3 — Обострана сензонеурална глувоћа
- Х90.4 — Једнострана сензонеурална глувоћа
- Х90.6 — Обострана мешовита спроводна глувоћа и сензорнонеурална глувоћа
- Х90.7 — Јенострана мешовита спроводна глувоћа и сензорнонеурална глувоћа
- Х91.0 — Токсичка глувоћа
- Х91.1 — Старачка наглувост (лат. Presbyacusis)

## Етиопатогенеза
Узроци који доводе до оштећења слуха могу бити наследни и стечени. Осим тога, наглувост може бити трајна, или је променљива, што зависи од тога да ли је оштећење слуха изолованог карактер или постоје и пратећи симптоми, нпр. секреција из ува, обољење носа и синуса, шумови у уву, болови и слично. 
Оштећење слуха је чест пратећи симптом неких болести, туберкулозе, шећерне болести, интоксикације алкохолом, никотином, наркотицима, а може бити и последица употребе ототоксичних лекова. 
Наглувост и глувоћа, су у медицини рада познати као пратећи симптоми у бројним занимања - металци, текстилци, жељезничар, особље трамваја, механичари који рада на стајанкама авиона, трактористи итд.

## Дијагноза
Врло је важно током дијагностике утврдити да ли постоји разлика у квалитету слуха - да ли пацијент све тонове слабије чује, или је испад само на нивоу дубоких или само на нивоу високих. На тај начин аудиолог се оријентише да ли је у питању спроводна или перцептивна наглувост.
Хипоакузија и хиперакузија
Поред наглувости - хипоакузије, постоји и преосетљивост органа - хиперакузија. Ова појава може се јавити код парализе фацијалиса (живца лица), након неких интоксикација - тровања, неурастеничара, неких ендокринолошких обољења и слично. 
Рано откривање (дијагноза) оштећења слуха у деце од изузетног је значаја за даљи успех лечења. То захтева од испитивача да пре почетка прегледа узме добру хетероанамнезу од родитеља. Пожељније је да испитаник буде мајка, која може дати много више података о трудноћи, јер се најтеже лезије догађају баш у том периоду.